# El sol en botellitas
 El sol en botellitas  es una película filmada en colores de Argentina dirigida por Edmund Valladares sobre su propio guion que, producida en 1985, nunca fue estrenada comercialmente y que tuvo como protagonistas a Edgardo Suárez, Ana María Picchio, Cipe Lincovsky y Nathán Pinzón.

## Sinopsis
Una pareja adolescente transcurre su vida en la seguridad de que la manera de prosperar es trabajar en el ferrocarril.

## Reparto
Intervinieron en el filme los siguientes intérpretes:
| Actor                 | Personaje |
| --------------------- | --------- |
| Edgardo Suárez        |           |
| Ana María Picchio     |           |
| Cipe Lincovsky        |           |
| Nathán Pinzón         |           |
| Héctor Bidonde        |           |
| Franklin Caicedo      |           |
| Mosquito Sancinetto   |           |
| Cecilia Morales Wayar |           |
| Fabiana Aballai       |           |
| Martín Coria          |           |
| Víctor Román          |           |
| Alfredo de las Heras  |           |
| Carlos Davis          |           |
| Ricardo Jordán        |           |
| Horacio Denner        |           |

## Comentarios
El director del filme dijo:

”Es un título simbólico de una realidad que poemos ver: la migración que sufren los jóvenes del interior…es una historia de amor, llena de ternura…a partir del cierre de los ferrocarriles.”